# 63rd Street Line

Une unique ligne (services) emprunte la section 63rd Street Line.

Les 63rd Street Line est une ligne (au sens de sections du réseau) du métro de New York qui circule essentiellement sous la 63e rue à Manhattan. Elle se compose de l'IND 63rd Street Line et de la BMT 63rd Street Line, respectivement rattachées aux réseaux de l'ancien Independent Subway System (IND) et de l'ancienne Brooklyn-Manhattan Transit Corporation (BMT). Elle constitue avec l'Archer Avenue Line l'une des deux seules sections du réseau à permettre la desserte de deux divisions différentes (en l’occurrence BMT et IND) sur des sections de voie distinctes. Elle fut inaugurée le 29 octobre 1989.
Actuellement inutilisée, la courte section baptisée BMT 63rd Street Line connecte les lignes express de la BMT Broadway Line entre 57th Street – Seventh Avenue et Lexington Avenue – 63rd Street où elle se termine. Deux échangeurs en diamant sont localisés à l'ouest de la station sur les deux niveaux pour permettre aux trains de passer de cette section à l'IND 63rd Street Line où circulent la ligne (service) .
L'IND 63rd Street Line relie quant à elle l'IND Sixth Avenue Line au niveau de la station  57th Street à Manhattan à l'est en passant sous la 63e rue et l'East River au travers du 63rd Street Tunnel pour rejoindre l'IND Queens Boulevard Line dans le Queens.